# 天津 (お笑いコンビ)
天津（てんしん）は、吉本興業（東京本社）所属のお笑いコンビ。NSC大阪校21期生。

## メンバー
木村 卓寛（きむら たくひろ、1976年5月22日 - ）（49歳）
ツッコミ（ネタによってはボケ）担当。
兵庫県姫路市出身。身長169 cm、体重58 kg。血液型はB型。

天津 飯大郎（てんしん はんたろう、1980年2月27日 - ）（45歳）
ボケ（ネタによってはツッコミ）担当。
旧芸名及び本名は、向 清太朗（むかい せいたろう）。広島県福山市出身。身長164 cm、体重74 kg。血液型はB型。

## 特徴・概要
1999年2月結成。コンビ名は、木村が「天津甘栗」の文字が印刷されたTシャツを着用していたことに由来。
結成後は主にうめだ花月で活動していた。一時期「オタク漫才」を前面に押し出し、飯大郎は「萌え」の文字入りジャージを着用していた（次項に詳述）。M-1グランプリでは、2002年から準決勝まで進出している。
2008年、第38回『NHK上方漫才コンテスト』決勝進出。同年からは、飯大郎のオタクキャラに頼らないオーソドックスな漫才を披露することが多くなった。木村のエロ詩吟、飯大郎の妄想恋愛ネタなどいずれもピンでの活動が増えている。
情報・バラエティ番組『PON!』（日本テレビ）2010年4月1日放送分から2011年3月24日放送分まで突撃芸人ならびにコメンテーターとして毎週木曜日にレギュラー出演していた。
エロ詩吟ブーム時は木村のみがピンでの仕事が多かったが、2012年頃には飯大郎によるピンの仕事が増加し、『ごきげん!ブランニュ』（朝日放送テレビ）にて木村がアルバイトを始めたと発言した。
2021年4月、木村が『Go!Go!いわて』（岩手朝日テレビ）のMC就任に伴い、木村のみ活動拠点を岩手県中心に移した。事前に飯大郎は木村にファミリーレストランでこれを知らされており、しばらくは遠距離でのコンビ活動となる。
このように共にピンでの活動を本格化し、拠点も互いに異なっているもののコンビ仲は良好。月1回は必ずイベント及び単独公演を開くなど、コンビでの活動も並行して行なっている。2025年にはTHE SECOND～漫才トーナメント～でノックアウトステージに進出した。

## 出囃子
BRAHMAN「BEYOND THE MOUNTAIN」

## ネタ

### オタク漫才とその歴史
2003年・次世代のホープ
2003年頃は、麒麟・笑い飯の次世代のホープは天津・千鳥・ダイアンという位置づけで期待されていた。この時期にやっていたのは、普通のしゃべくり漫才やコント漫才であった。コント漫才では、例えば飯大郎が「料理のことで木村を見下すキザな男」など変わったキャラに扮していたが、決してオタク関連のものではなかった。またこの時期にフリートークでは「日本橋を歩いていたらオタクに間違われた」と語っていた。
2004年・オタク漫才の萌芽
ところが2004年後半頃から突然オタクを公言するようになり、「萌えジャージ」を自分でも着用し始めると共に「脳内妹」「脳内猫耳メイド・ゆみみ」などネタでもオタクっぽいボケをするようになった。
2005年・オタク漫才全盛
2005年3月頃はまだネタ中では「自分はオタク」とは明言せず、明らかにオタクっぽいボケにも拘らず木村が「お前オタクか?」とツッコんでも否定するという流れになっていた。
そしてその後、2005年夏にかけてネタの部分でも急激にオタク色が濃くなっていった。この期間のネタは専ら「もしもオタクが○○だったら」という設定のものばかりになり、オタク先生・オタクコンビニ店員・オタク銀行強盗・オタク美容師などのネタができあがった。とりわけオタク美容師のネタは十八番だったらしく、大舞台では好んで演じていた（天津にはオタク漫才を始める前にも美容師の別のネタがある）。極めつきとしてオタク業界そのものの規模を数字で語るしゃべくり漫才まであった。
さらに2005年8月頃、ネタの冒頭で飯大郎が「オタクだにゃん!」という自虐気味のツカミをはじめた。これによってオタク漫才のイメージが完全に定着した。「オタク○○」というネタの路線は2005年末まで続けられ、飯大郎が単独でおたくイベントと称した「オタッキー&翼」というイベントを行うほどであった。
2006年・オタク漫才の終焉
2006年に入ってネタはまたも方向転換を示し始め、野菜オタク・お菓子オタク・携帯オタクといった「○○に夢中な人」という意味での「○○オタク」ネタをやり始めた。依然冒頭で「オタクだにゃん」をやりオタク漫才とは銘打っているものの、これまでとは大きく傾向の異なったネタとなりステレオタイプなオタクを題材にしたネタから離れる傾向が見られる。その一方では、飯大郎が単独で前述の濃いオタク要素が満載の「オタッキー&翼」を再度開催するなど、幅広い芸風を見せ始めている。
2007年・オタク漫才の発展
2007年に入ると飯大郎のオタクボケに対し木村がそれ以上に「濃度」の高いオタク発言で返し、ボケを封じるという新たな展開を見せ始めた。

### ピン活動
2008年から木村の「エロ詩吟」ネタが脚光を浴び、以降はピンでの活動も増えるようになる。また、飯大郎も独自の妄想恋愛ネタでのテレビ出演が増え、全国ネットの番組に出演するようになると共に2009年7月には活動拠点を東京へ移すことになった。
『エンタの神様』（日本テレビ）では、木村の詩吟に合わせて飯大郎が演技する「モテない男の悲哀詩吟」といった発展ネタも披露している。

## 賞レースでの戦績

### M-1グランプリ
| 年度   | 成績       | 会場               | 日時       |
| ------ | ---------- | ------------------ | ---------- |
| 2001年 | 3回戦進出  |                    |            |
| 2002年 | 準決勝進出 | なんばグランド花月 | 2002/12/01 |
| 2003年 | 準決勝進出 | なんばグランド花月 | 2003/11/30 |
| 2004年 | 準決勝進出 | なんばグランド花月 | 2004/11/27 |
| 2005年 | 準決勝進出 | なんばグランド花月 | 2005/12/11 |
| 2006年 | 準決勝進出 | なんばグランド花月 | 2006/12/10 |
| 2007年 | 準決勝進出 | なんばグランド花月 | 2007/12/09 |
| 2008年 | 準決勝進出 | なんばグランド花月 | 2008/12/06 |

### THE SECOND 〜漫才トーナメント〜
| 年     | 結果                          |
| ------ | ----------------------------- |
| 2023年 | 選考会敗退                    |
| 2025年 | ノックアウトステージ32→16進出 |

## 出演

### 過去

#### テレビ
- ガチンコ!（TBS系列）「漫才道」に出演
- たかじん胸いっぱい（関西テレビ制作）
- たかじんONE MAN（毎日放送制作）
- ZAIMAN（読売テレビ制作）
- お笑いワイドショー マルコポロリ!（関西テレビ制作・関西ローカル）
- ウキキDEナイト（読売テレビ制作）
- 本番で〜す!（テレビ東京系列、2007年9月29日）
- よしもとサンサンTV（サンテレビ制作）不定期
- エンタの神様（日本テレビ系列）キャッチコピーは「♂（おとこ）の詩吟哀歌」。
- 神々も大爆笑!?あると思います!!（関西テレビ制作、2009年3月26日）
- ぶったま!（関西テレビ制作・関西ローカル）
- アイドルスナイパー（テレビ大阪制作、2009年4月4日 -  ）
- ジャイケルマクソン（毎日放送制作）不定期
- PON!（日本テレビ系列、2010年4月1日 - 2011年3月24日）木曜日レギュラー
- マヨブラジオ（読売テレビ制作・関西ローカル、2010年4月 - 2011年10月1日）
- 声龍門（TOKYO MX・BS11）
- 麒麟の部屋（毎日放送制作・関西ローカル）不定期
- U・LA・LA@7（TOKYO MX） - 『よしもとうららちゃん』コーナー
- 上方演芸ホール（NHK総合・大阪放送局制作・関西ローカル）不定期
- 爆笑レッドカーペット（フジテレビ系列）- キャッチコピーは「オタク系萌え萌え漫才」→「元旦は2人で登場」。

### ラジオ
- ゴーK!（MBSラジオ）
- ヨシモト*chatterbox!（YES-fm）
- baseよしもとガンラジ（ラジオ大阪）

### CM
- ジャンボカラオケ広場（2009年春「天津の笑いがとまらんキャンペーン」編、関西ローカル）
- エイチ・アイ・エス  「初夢フェア」 （2010年）

### Web
- モノボケBATTLE（2010年、エイチ・アイ・エス関西）
- 他人のSEXで生きてる人々（2014年、AbemaTV）MC（木村のみ）

### イベント
- 奈良県生駒市「いこまどんどこまつり」（2009年8月1日）